# Jean Shinoda Bolen
Jean Shinoda Bolen é uma médica com doutorado, psiquiatra e analista junguiana estadunidense, professora de clínica psiquiátrica da Universidade da Califórnia em San Francisco, e diretora da Ms. Foundation for Women, autora de diversas obras.

## Biografia
Filha da médica Megumi Yamaguchi Shinoda, é casada com James Bolen, com quem teve dois filhos (Melody e Andy). Além da clínica e do magistério participou ativamente de movimentos de classe, um dos quais resultou na aprovação da Equal Rights Amendment (ERA - Emenda dos Direitos de Igualdade). Mora em Mill Valley, Califórnia.
Seus livros desenvolvem o conceito junguiano de arquétipos psicológicos da mulher e do homem, no seu desenvolvimento espiritual, e foi uma das mulheres retratadas nos filmes documentários de 1986 Women - for America, for the World (vencedor do Oscar) e de 1989 Goddess Remembered, da National Film Board of Canada.
Junto ao esposo James Bolen foi co-fundadora em 1969 da revista Psychic, renomeada em 1977 para New Realities, abordando temas parapsicológicos e a relação mente-corpo-espírito. 

## Citação
Da semente germina uma raiz, depois um broto; do broto, as folhas embrionadas; das folhas, o caule; ao redor do caule, os ramos; no topo, a flor... Não podemos dizer que a semente ou o solo causam o crescimento. Podemos dizer que as potencialidades para o crescimento encontram-se no interior da semente, no misterioso princípio vital que, quando convenientemente alimentado, assume determinadas formas.— Jean Bolen

## Livros
- The Tao of Psychology: Synchronicity and the Self, (1979, 1982) ed., ISBN 978-0062500816
- Goddesses in Everywoman: A New Psychology of Women (1984)
- Gods in Everyman: A New Psychology of Men's Lives and Loves, (1989)
- The Ring of Power: Symbols and Themes in Wagner's Ring Cycle and in Us, (1992)
- Travessia para Avalon - no original Crossing to Avalon: A Woman's Midlife Pilgrimage (1994)
- Close to the Bone: Life-Threatening Illness and the Search for Meaning, (1996)
- The Millionth Circle: How to Change Ourselves and the World, (1999)
- Goddesses in Older Women: Archetypes in Women over Fifty, (2001)
- Crones Don't Whine, (2003) ISBN 1573249122
- Urgent Message from Mother: Gather the Women, Save the World, (2005).  2a ed. (2008) ISBN 978-1573243537